# Thieboudienne
Il thieboudienne è un piatto nazionale del Senegal che consiste in uno stufato di pesce fresco o secco (tradizionalmente cernia) e verdure (solitamente manioca e zucca) accompagnato dal riso.
Nel 2021 il piatto è stato iscritto nella Lista rappresentativa del patrimonio culturale immateriale dell'umanità dell'UNESCO.

## Descrizione
La parola thieboudienne deriva dal wolof ceebu jën (trascritto in circa 100 modi diversi), che significa letteralmente "riso e pesce". Simile al riso jollof ghanese, il piatto si presenta con una base di riso servita con uno stufato di verdure varie e pesce e guarnita con del riso tostato nel calderone e con un grosso peperoncino. Il piatto viene servito in una grande ciotola di metallo condivisa da tutti i commensali.

## Preparazione
L'ingrediente fondante del thieboudienne è il riso, introdotto dai colonizzatori francesi nel XIX secolo, che viene sciacquato e aggiunto agli altri ingredienti. Il pesce viene disossato e lavato, per poi essere riempito con il roff (un termine wolof che significa "ripieno"). Viene quindi bollito oppure fritto nell'olio di arachidi o di palma. Una volta cotto, il pesce viene aggiunto a un sugo di verdure che sono state precedentemente bollite assieme a un peperoncino intero (quest'ultimo viene esclusivamente usato nella preparazione e non mangiato).
La cottura simultanea di tutti gli ingredienti permette di non sprecare acqua, che è scarsa, e gas, che risulta costoso. In mancanza di gas, il fuoco viene alimentato dal legname.

## Varianti
In alternativa al pesce, il piatto può essere preparato con carne di pollo oppure con agnello o capra. Nel primo caso la pietanza assume il nome di thiebou yapp, mentre nel secondo quello di thiebou ginaar.